# Creontiades signatus
Creontiades signatus är en insektsart som först beskrevs av William Lucas Distant 1884.  Creontiades signatus ingår i släktet Creontiades och familjen ängsskinnbaggar. Inga underarter finns listade i Catalogue of Life.